# Колумбия на летних Олимпийских играх 2012
Колумбия на летних Олимпийских играх 2012 была представлена 104 спортсменами в 18 видах спорта.

## Медалисты

### Золото
| Золото |               |                          |
| №      | Спортсмены    | Вид спорта (дисциплина)  |
| 1      | Мариана Пахон | Велоспорт (женщины, BMX) |

### Серебро
| Серебро |                  |                                                |
| №       | Спортсмены       | Вид спорта (дисциплина)                        |
| 1       | Ригоберто Уран   | Велоспорт (мужчины, групповая шоссейная гонка) |
| 2       | Оскар Фигероа    | Тяжёлая атлетика (мужчины, до 62 кг)           |
| 3       | Катерин Ибаргуэн | Лёгкая атлетика (женщины, тройной прыжок)      |

### Бронза
| Бронза |                       |                                    |
| №      | Спортсмены            | Вид спорта (дисциплина)            |
| 1      | Юри Альвеар           | Дзюдо (женщины, до 70 кг)          |
| 2      | Оскар Муньос          | Тхэквондо (мужчины, до 58 кг)      |
| 3      | Жакелине Рентерия     | Вольная борьба (женщины, до 55 кг) |
| 4      | Карлос Окуэндо Сабала | Велоспорт (мужчины, BMX)           |

## Результаты соревнований

### Бокс
Мужчины
| Соревнование     | Спортсмены                    | 1-й раунд            | 2-й раунд            | Четвертьфинал        | Полуфинал            | Финал                | Место                |
| Соревнование     | Спортсмены                    | Соперник Результат   | Соперник Результат   | Соперник Результат   | Соперник Результат   | Соперник Результат   | Место                |
| ---------------- | ----------------------------- | -------------------- | -------------------- | -------------------- | -------------------- | -------------------- | -------------------- |
| до 60 кг         |                               |                      |                      |                      |                      |                      |                      |
| Эдуар Марриага   | Веллингтон Ариас (DOM) П 8-17 | Завершил выступление | Завершил выступление | Завершил выступление | Завершил выступление | Завершил выступление | Завершил выступление |
| до 64 кг         |                               |                      |                      |                      |                      |                      |                      |
| Сесар Вильяррага | Роньель Иглесиас (CUB) П 9-20 | Завершил выступление | Завершил выступление | Завершил выступление | Завершил выступление | Завершил выступление | Завершил выступление |
| до 81 кг         |                               |                      |                      |                      |                      |                      |                      |
| Джейсон Монрой   | Эхсан Рузбахани (IRI) П 10-12 | Завершил выступление | Завершил выступление | Завершил выступление | Завершил выступление | Завершил выступление | Завершил выступление |

### Велоспорт

#### Трековый велоспорт
Кейрин
Мужчины
| Соревнование | Спортсмен     | Первый раунд | Перезаезд | Полуфинал | Финал |
| Соревнование | Спортсмен     | Место        | Место     | Место     | Место |
| ------------ | ------------- | ------------ | --------- | --------- | ----- |
| кейрин       | Фабиан Пуэрта |              |           |           |       |

Женщины
| Соревнование | Спортсмен              | Первый раунд | Перезаезд | Полуфинал | Финал     | Итоговое место |
| Соревнование | Спортсмен              | Место        | Место     | Место     | Место     | Итоговое место |
| ------------ | ---------------------- | ------------ | --------- | --------- | --------- | -------------- |
| кейрин       | Хулиана Гавирия Рендон | 4            | 6         | Не прошла | Не прошла | 17             |

#### Маунтинбайк
Мужчины
| Соревнование | Спортсмены | Результат | Отставание | Место |
| ------------ | ---------- | --------- | ---------- | ----- |
| Маунтинбайк  |            |           |            |       |
|              |            |           |            |       |

Женщины
| Соревнование | Спортсмены | Результат | Отставание | Место |
| ------------ | ---------- | --------- | ---------- | ----- |
| Маунтинбайк  |            |           |            |       |
|              |            |           |            |       |

### Конный спорт
Спортсменов — 2

#### Конкур
В каждом из раундов спортсменам необходимо было пройти дистанцию с разных количеством препятствий и разным лимитом времени. За каждое сбитое препятствие спортсмену начислялось 4 штрафных балла, за превышение лимита времени 1 штрафное очко (за каждые 5 секунд).
| Соревнование              | Спортсмены                        | Квалификация | Квалификация | Квалификация | Квалификация | Квалификация | Квалификация         | Квалификация         | Квалификация         | Финал                | Финал                | Финал                | Финал                | Финал |
| Соревнование              | Спортсмены                        | 1 раунд      | 1 раунд      | 2 раунд      | Всего        | Всего        | 3 раунд              | Всего                | Всего                | Финал A              | Финал A              | Финал B              | Всего                | Всего |
| Соревнование              | Спортсмены                        | Штраф        | Место        | Штраф        | Штраф        | Место        | Штраф                | Штраф                | Место                | Штраф                | Место                | Штраф                | Штраф                | Место |
| ------------------------- | --------------------------------- | ------------ | ------------ | ------------ | ------------ | ------------ | -------------------- | -------------------- | -------------------- | -------------------- | -------------------- | -------------------- | -------------------- | ----- |
| Индивидуальное первенство | Даниэль Блуман на Sancha La Silla | 0            | 1 (Q)        | 1            | 1            | 13 (Q)       | 4                    | 5                    | 7 (Q)                | 4                    | 11 (Q)               | 9                    | 13                   | 20    |
| Индивидуальное первенство | Родриго Диас на Royal Vinckenburg | 1            | 33 (Q)       | 10           | 11           | 53           | Завершил выступление | Завершил выступление | Завершил выступление | Завершил выступление | Завершил выступление | Завершил выступление | Завершил выступление | 53    |

### Лёгкая атлетика
Спортсменов — 33
Мужчины
| Дисциплина      | Спортсмен           | Предварительный раунд | Предварительный раунд | Четвертьфиналы | Четвертьфиналы | Полуфиналы | Полуфиналы | Финал     | Финал |
| Дисциплина      | Спортсмен           | Результат             | Место                 | Результат      | Место          | Результат  | Место      | Результат | Место |
| --------------- | ------------------- | --------------------- | --------------------- | -------------- | -------------- | ---------- | ---------- | --------- | ----- |
| 100 м           | Исидро Монтойя      |                       |                       |                |                |            |            |           |       |
| 400 м           | Диего Паломеке      |                       |                       |                |                |            |            |           |       |
| 800 м           | Рафит Родригес      |                       |                       |                |                |            |            |           |       |
| 110 м с/б       | Пауло Вильяр        |                       |                       |                |                |            |            |           |       |
| марафон         | Хуан Карлос Кардона |                       |                       |                |                |            |            |           |       |
| ходьба на 20 км | Эйдер Аревало       |                       |                       |                |                |            |            |           |       |
| ходьба на 20 км | Луис Фернандо Лопес |                       |                       |                |                |            |            |           |       |
| ходьба на 20 км | Хамес Рендон        |                       |                       |                |                |            |            |           |       |
| ходьба на 50 км | Фреди Эрнандес      |                       |                       |                |                |            |            |           |       |
| прыжки в высоту | Уоннер Миллер       |                       |                       |                |                |            |            |           |       |
| метание копья   | Дайрон Маркес       |                       |                       |                |                |            |            |           |       |

Женщины
| Дисциплина      | Спортсмен                                                        | Предварительный раунд | Предварительный раунд | Четвертьфиналы | Четвертьфиналы | Полуфиналы | Полуфиналы | Финал     | Финал |
| Дисциплина      | Спортсмен                                                        | Результат             | Место                 | Результат      | Место          | Результат  | Место      | Результат | Место |
| --------------- | ---------------------------------------------------------------- | --------------------- | --------------------- | -------------- | -------------- | ---------- | ---------- | --------- | ----- |
| 100 м           | Йомара Инестроса                                                 |                       |                       |                |                |            |            |           |       |
| 200 м           | Норма Гонсалес                                                   |                       |                       |                |                |            |            |           |       |
| 400 м           | Норма Гонсалес                                                   |                       |                       |                |                |            |            |           |       |
| 400 м           | Дженнифер Падилья                                                |                       |                       |                |                |            |            |           |       |
| 800 м           | Росибель Гарсия                                                  |                       |                       |                |                |            |            |           |       |
| 100 м с/б       | Лина Флорес                                                      |                       |                       |                |                |            |            |           |       |
| 100 м с/б       | Бриджит Мерлано                                                  |                       |                       |                |                |            |            |           |       |
| 400 м с/б       | Принсеса Оливейрос                                               |                       |                       |                |                |            |            |           |       |
| 3 000 м с/п     | Анхела Фигероа                                                   |                       |                       |                |                |            |            |           |       |
| 4x100 м         | Алехандра Идробо Дарленис Обрегон Эльесит Паласиос Нелси Кайседо |                       |                       |                |                |            |            |           |       |
| марафон         | Эрика Абриль                                                     |                       |                       |                |                |            |            |           |       |
| марафон         | Иоланда Кабальеро                                                |                       |                       |                |                |            |            |           |       |
| ходьба на 20 км | Лорено Аренас                                                    |                       |                       |                |                |            |            |           |       |
| ходьба на 20 км | Ингрид Эрнандес                                                  |                       |                       |                |                |            |            |           |       |
| ходьба на 20 км | Арбельи Орхуэла                                                  |                       |                       |                |                |            |            |           |       |
| тройной прыжок  | Катерине Ибраген                                                 |                       |                       |                |                |            |            |           |       |
| толкание ядра   | Сандра Лемус                                                     |                       |                       |                |                |            |            |           |       |
| толкание ядра   | Аньела Ривас                                                     |                       |                       |                |                |            |            |           |       |
| метание копья   | Флор Денис Руис                                                  |                       |                       |                |                |            |            |           |       |
| метание молота  | Эли Йохана Морено                                                |                       |                       |                |                |            |            |           |       |

### Парусный спорт
Спортсменов — 2
Соревнования по парусному спорту в каждом из классов состояли из 10 гонок, за исключением класса 49er, где проводилось 15 заездов. В каждой гонке спортсмены стартовали одновременно. Победителем каждой из гонок становился экипаж, первым пересекший финишную черту. Количество очков, идущих в общий зачёт, соответствовало занятому командой месту. 10 лучших экипажей по результатам 10 гонок попадали в медальную гонку, результаты которой также шли в общий зачёт. В случае если участник соревнований не смог завершить гонку ему начислялось количество очков, равное количеству участников плюс один. При итоговом подсчёте очков не учитывался худший результат, показанный экипажем в одной из гонок. Сборная, набравшая наименьшее количество очков, становится олимпийским чемпионом.
Мужчины
| Класс | Спортсмены      | Гонка | Гонка | Гонка | Гонка | Гонка | Гонка | Гонка | Гонка | Гонка | Гонка | Гонка         | Очки | Место |
| Класс | Спортсмены      | 1     | 2     | 3     | 4     | 5     | 6     | 7     | 8     | 9     | 10    | M             | Очки | Место |
| ----- | --------------- | ----- | ----- | ----- | ----- | ----- | ----- | ----- | ----- | ----- | ----- | ------------- | ---- | ----- |
| RS:X  | Сантьяго Грильо | 35    | 34    | 34    | 33    | BFD   | 37    | 30    | 36    | DNF   | 24    | Не участвовал | 302  | 37    |
| Лазер |                 |       |       |       |       |       |       |       |       |       |       |               |      |       |

Использованы следующие сокращения:
- M — медальная гонка
- BFD — нарушение правила 30.3. «Черный флаг»
- DNF — Did not finish (не финишировал)

### Стрельба из лука
Спортсменов — 2
Мужчины
| Соревнование              | Спортсмены | Квалификация | Квалификация | 1/32 финала        | 1/16 финала        | 1/8 финала         | Четвертьфинал      | Полуфинал          | Финал              |
| Соревнование              | Спортсмены | Результат    | Место        | Соперник Результат | Соперник Результат | Соперник Результат | Соперник Результат | Соперник Результат | Соперник Результат |
| ------------------------- | ---------- | ------------ | ------------ | ------------------ | ------------------ | ------------------ | ------------------ | ------------------ | ------------------ |
| Индивидуальное первенство |            |              |              |                    |                    |                    |                    |                    |                    |

Женщины
| Соревнование              | Спортсмены | Квалификация | Квалификация | 1/32 финала        | 1/16 финала        | 1/8 финала         | Четвертьфинал      | Полуфинал          | Финал              |
| Соревнование              | Спортсмены | Результат    | Место        | Соперник Результат | Соперник Результат | Соперник Результат | Соперник Результат | Соперник Результат | Соперник Результат |
| ------------------------- | ---------- | ------------ | ------------ | ------------------ | ------------------ | ------------------ | ------------------ | ------------------ | ------------------ |
| Индивидуальное первенство |            |              |              |                    |                    |                    |                    |                    |                    |

### Футбол
Спортсменов — 18

#### Женщины
Состав команды
| №              | Имя               | Клуб                               | Дата рождения    | Возраст | Игр     | Голов   |
| Вратари        | Вратари           | Вратари                            | Вратари          | Вратари | Вратари | Вратари |
| -------------- | ----------------- | ---------------------------------- | ---------------- | ------- | ------- | ------- |
| 1              | Стефани Кастаньо  | Университет Грейсланда             | 11 января 1994   | 18      | 0       | 0       |
| 12             | Сандра Сепульведа | Депортиво Формас Интимас           | 3 марта 1988     | 24      | 1       | -2      |
| Защитники      |                   |                                    |                  |         |         |         |
| 3              | Наталья Гаитан    | Университет Толедо                 | 3 апреля 1991    | 21      | 1       | 0       |
| 4              | Наталья Ариса     | Государственный университет Остина | 21 февраля 1991  | 21      | 1       | 0       |
| 5              | Натали Ариас      | Мэрилендский университет           | 2 апреля 1986    | 26      | 1       | 0       |
| 13             | Юльет Домингес    | Эстудиантес                        | 6 сентября 1993  | 18      | 1       | 0       |
| 14             | Келис Педусине    | Депортиво Эба                      | 21 апреля 1983   | 29      | 1       | 0       |
| Полузащитники  |                   |                                    |                  |         |         |         |
| 2              | Татьяна Ариса     | Государственный университет Остина | 21 февраля 1991  | 21      | 1       | 0       |
| 6              | Даниэла Монтойя   | Депортиво Формас Интимас           | 22 августа 1990  | 21      | 1       | 0       |
| 8              | Йорели Ринкон     | Депортиво Гол Стар                 | 27 июля 1993     | 18      | 0       | 0       |
| 9              | Кармен Родальега  | Депортиво Карлос Сармиенто Лора    | 15 июля 1983     | 29      | 1       | 0       |
| 10             | Каталина Усме     | Индепендьенте Медельин             | 25 декабря 1989  | 22      | 1       | 0       |
| 11             | Лиана Саласар     | Канзасский университет             | 16 сентября 1992 | 19      | 1       | 0       |
| 18             | Ана Мария Монтойя | Аризонский университет             | 24 сентября 1991 | 20      | 0       | 0       |
| Нападающие     |                   |                                    |                  |         |         |         |
| 7              | Орьяника Веласкес | Индианский университет             | 1 августа 1989   | 22      | 1       | 0       |
| 15             | Ингрид Видаль     | Депортивно Хенерасьонс Пальмиранас | 22 апреля 1991   | 21      | 1       | 0       |
| 16             | Лади Андраде      | Депортивно Интер де Богота         | 10 января 1992   | 20      | 1       | 0       |
| 17             | Мелисса Ортис     | Университет Линна                  | 24 января 1990   | 22      | 0       | 0       |
| Главный тренер |                   |                                    |                  |         |         |         |
| Флаг Колумбии  | Рикардо Росо      | Рикардо Росо                       |                  |         |         |         |

Результаты
Группа G
|   | Команда  | И | В | Н | П | ГЗ | ГП | +/- | Очки |
| - | -------- | - | - | - | - | -- | -- | --- | ---- |
| 1 | США      | 1 | 1 | 0 | 0 | 4  | 2  | +2  | 3    |
| 2 | КНДР     | 1 | 1 | 0 | 0 | 2  | 0  | +2  | 3    |
| 3 | Колумбия | 1 | 0 | 0 | 1 | 0  | 2  | -2  | 0    |
| 4 | Франция  | 1 | 0 | 0 | 1 | 2  | 4  | -2  | 0    |

| 25 июля 2012 19:45 UTC+1 | \| Колумбия \| 0:2 (0:1) Отчёт \| КНДР \| \| \| Голы \| Ким Сон Хви 39′, 86′ \| | Стадион: Хэмпден Парк, Глазго Зрителей: 20 150 Судья: Кэрол Энн Шенар |
| Колумбия                 | 0:2 (0:1) Отчёт                                                                 | КНДР                                                                  |
|                          | Голы                                                                            | Ким Сон Хви 39′, 86′                                                  |

| 28 июля 2012 17:00 UTC+1 | \| США \| [Отчёт] \| Колумбия \| | Стадион: Хэмпден Парк, Глазго |
| США                      | [Отчёт]                          | Колумбия                      |

| 31 июля 2012 17:15 UTC+1 | \| Франция \| [Отчёт] \| Колумбия \| | Стадион: Сент-Джеймс Парк, Ньюкасл-апон-Тайн |
| Франция                  | [Отчёт]                              | Колумбия                                     |

### Тхэквондо
Спортсменов — 1
Мужчины
| Соревнование | Спортсмен    | Турнир                         | 1/8 финала                       | Четвертьфинал                  | Полуфинал                     | Финал              | Место |
| ------------ | ------------ | ------------------------------ | -------------------------------- | ------------------------------ | ----------------------------- | ------------------ | ----- |
| Соревнование | Спортсмен    | Турнир                         | Соперник Результат               | Соперник Результат             | Соперник Результат            | Соперник Результат |       |
| до 58 кг     |              |                                |                                  |                                |                               |                    |       |
| Оскар Муньос | За 1-е место | Мокдад эль Ямин (ALG) поб. 8—1 | Тамим аль Кубати (YEM) поб. 14—2 | Хоэль Гонсалес (ESP) пор. 4—13 |                               | 3                  |       |
| Оскар Муньос | За 3-е место |                                |                                  |                                | Пен-Ек Каракет (THA) пор. 6—4 | 3                  |       |

### Тяжёлая атлетика
Спортсменов — 8
Мужчины
| Категория | Спортсмен     | Вес   | Рывок | Рывок | Рывок | Толчок | Толчок | Толчок | Всего | Место |
| Категория | Спортсмен     | Вес   | 1     | 2     | 3     | 1      | 2      | 3      | Всего | Место |
| --------- | ------------- | ----- | ----- | ----- | ----- | ------ | ------ | ------ | ----- | ----- |
| до 56 кг  | Карлос Берна  | 55.55 | 115   | 115   | 118   | 150    | 153    | 153    | 268   | 8     |
| до 56 кг  | Серхио Рада   | 55.89 | 118   | 118   | 121   | 148    | 151    | 155    | 269   | 7     |
| до 62 кг  | Оскар Фигероа | 61.76 | 137   | 140   | 142   | 177    | 177    | 177    | 317   | 2     |
| до 69 кг  | Дойлер Санчес | 68.11 | 135   | 138   | 148   | 170    | 170    | 174    | 308   | 14    |

Женщины
| Категория | Спортсмен        | Вес   | Рывок | Рывок | Рывок | Толчок | Толчок | Толчок | Всего | Место |
| Категория | Спортсмен        | Вес   | 1     | 2     | 3     | 1      | 2      | 3      | Всего | Место |
| --------- | ---------------- | ----- | ----- | ----- | ----- | ------ | ------ | ------ | ----- | ----- |
| до 53 кг  | Русмерис Вильяр  | 52.59 | 87    | 87    | 90    | 105    | 109    | 112    | 196   | 6     |
| до 58 кг  | Жаклина Эредия   | 55.55 | 98    | 100   | 101   | 125    | 125    | 125    | 225   | 10    |
| до 58 кг  | Лина Ривас       | 57.73 | 100   | 103   | 103   | 120    | 120    | 120    | —     | —     |
| до 69 кг  | Убальдина Валоес | 68.98 | 108   | 111   | 113   | 130    | 135    | 135    | 246   | 6     |